# Andrea Möllerberg
Andrea Birgitta Möllerberg, född 21 juli 1973, är en svensk fotbollsledare, tjänsteman och lokalpolitiker. 

## Biografi
Möllerberg var mellan 2019 och 2023 distriktschef för Stockholms Fotbollförbund och generalsekreterare för Svenska Fotbollförbundet (SvFF) mellan den 1 november 2023 och den 20 januari 2025. Bland de områden hon prioriterade märks jämställdhet Hon ville också ha tryggare fotboll och tryggare miljö för barn, unga och supporters samt en enad svensk fotbollsrörelse.
Möllerberg fick lämna tjänsten efter beslut i styrelsen i januari 2025. Hon har tillsammans med ordförande Fredrik Reinfeldt legat bakom förändringar inom SvFF som lett till kritik, däribland har flera trotjänare tvingats bort och en medarbetarundersökning har visat på stort missnöje mot ledningen i förbundet.
Möllerberg bor i Upplands Väsby kommun och medlem i lokalpartiet Väsbys bästa. Hon är sedan valet 2022 ledamot av kommunfullmäktige och ordförande i kultur- och fritidsnämnden.